# Sikandra Rao
Sikandra Rao é uma cidade  no distrito de Hathras, no estado indiano de Uttar Pradesh.

## Demografia
Segundo o censo de 2001, Sikandra Rao tinha uma população de 38,485 habitantes. Os indivíduos do sexo masculino constituem 52% da população e os do sexo feminino 48%. Sikandra Rao tem uma taxa de literacia de 46%, inferior à média nacional de 59.5%: a literacia no sexo masculino é de 53% e no sexo feminino é de 37%. Em Sikandra Rao, 17% da população está abaixo dos 6 anos de idade.